# Eir Macula
Eir Macula est une zone d'albédo faible sur Titan, satellite naturel de Saturne.

## Caractéristiques
Eir Macula est centrée sur 24,0° de latitude sud et 114,7° de longitude ouest, et mesure 145 km dans sa plus grande dimension.

## Observation
Eir Macula a été découverte par les images transmises par la sonde Cassini.
Elle a reçu le nom d'Eir, déesse de la mythologie nordique.